# Loquillo
José María Sanz Beltrán, àlies Loquillo, (barri del Clot, Barcelona, 21 de desembre de 1960) és un músic català. Acompanyat fins a la meitat de 2007 per la banda Los Trogloditas, actualment es presenta com a Loquillo, bé que acompanyat dels seus col·laboradors habituals, com Igor Paskual i Jaime Stinus.

## Biografia

### Els inicis
De jove va jugar durant molts anys a bàsquet, fins al punt que es pensava que podria dedicar-s'hi professionalment. Tot i això, finalment va decidir dedicar-se plenament a la música. Li encantava el rock and roll de l'Elvis Presley, els Teen Tops o Los Sirex i amb tan sols vint anys col·laborava de manera habitual en publicacions musicals i a la ràdio, alhora que feia de mànager d'un gran conegut del món musical: Carlos Segarra. 

El seu pare va lluitar a la guerra civil en favor de la república, això i els forts valors de la família marcaran el seu fort caràcter. La seva mare era original de Morella i li va transmetre la seva parla natal.

### Loquillo y los Intocables
El desembre del 1980 grava un disc (Los tiempos están cambiando) amb les seves primeres cançons i algunes versions de grups mítics.
D'aquest treball sortiran cançons com ara R´N'R Star o Esto no es Hawaii.
Després de fer diversos concerts en locals de Barcelona com ara Zeleste o Magic, el "Loco" marxa durant dos anys a l'acadèmia militar.
L'any 1981 graven el seu últim treball Autopista i després el grup es desintegra.
Los Intocables estava format per: Sabino Méndez (guitarra), Xavier Julià (guitarra solista), Teo Serrano (baix) i Juan Heyndeinreich (bateria).

### Loquillo y Los Trogloditas
De l'anterior grup només resten en Sabino Méndez, un antic amic seu que va conèixer a la universitat i Xavier Julià. Aquests troben els components que volien i formen el nou grup.
Quan Loquillo torna de la mili, Madrid viu la seva època d'or i decideixen anar-hi a trobar l'èxit. Aconsegueixen un contracte amb una discogràfica independent i apareix "El Ritmo del Garaje". Aquest inclou joies com ara "Cadillac Solitario", "Barcelona ciudad" o "Yo quiero un camión". Amb aquest disc aconsegueixen força fama a la capital espanyola.
L'any següent trauran cinc cançons noves en LP "Donde Estabas Tu en el 77?", aquest serà l'últim treball en una companyia independent. Hispavox és la nova discogràfica i amb aquesta treuen l'any 85 "La mafia del baile", amb el qual reben els primers premis.

#### L'època d'or
Després de l'èxit amb "La mafia del baile" decideixen incorporar a la banda a Sergio Fecé als teclats i a Ricard Puigdomènech a la guitarra, que deixarà a Sabino Méndez les tasques de composició.
Així doncs els cinc membres comencen la gravació de "Mis Problemas con las Mujeres", un disc diferent als fets fins aleshores. En aquest disc trobem l'èxit de l'estiu del 1987, "La Mataré", una barreja de la rumba catalana i el power-pop. Aconsegueixen el disc d'Or i el reconeixement massiu del país.
Aprofitant el moment de fama, mostren el seu compromís polític i actuen en contra del servei militar.

#### Un dur 1988
Amb el final de la gira sorgeixen problemes a la formació. El Ricard ha d'abandonar temporalment per problemes acústics i Sabino Méndez no travessa pels millors moments amb les drogues. Loquillo no està còmode amb les noves cançons que escriu Sabino i les relacions entre el cantant i aquest empitjoren.
El fet que la imatge de Loquillo s'hagi convertit de forma imparable en un referent generacional acaba per crear un panorama difícil de resoldre.
Tot i això la banda incorpora al guitarrista Xavi Tacker i poc abans d'iniciar la gira torna en Ricard.
Amb aquest panorama graven el 15 de desembre de 1988 "¡A por Ellos...! Que son pocos..." (1989), un disc que recollirà la força del seu directe. El disc va arribar a vendre 300.000 unitats.

#### Un èxit difícil de digerir
Després de "A por ellos…" Loquillo i la formació realitzen una llarga gira per tot el país, fent més de 130 actuacions en un any. En una d'elles aconsegueixen reunir més de 120.000 persones durant un acte del PSUC a Barcelona.
Romanen mesos en les llistes d'èxits i la banda es converteix en un fenomen de masses i Loquillo, en un ídol més enllà de la música.
Però l'èxit ensenya l'altre costat de la moneda, perdent el contacte amb la realitat, els passejos pel costat salvatge de la vida cobren factura, massa avions, massa hotels, massa èxit, massa actuacions.
Les relacions amb el mànager de llavors, es deterioren notablement i un dia Loquillo decideix posar el punt final.
Cancel·la la gira, confia els seus assumptes a l'històric promotor i amic Gay Mercader, i recomana a Tacker que ingressi en un centre de desintoxicació.
A la tardor del 90, tot i no ser el millor moment per a gravar un nou disc, Hispavox els ho demana, volen a la banda a l'estudi i Loquillo i Sergio comencen a treballar en el que serà el disc de "Hombres".
Però en aquest moment la banda està dispersa, el Simón està en un mal moment personal, el Jordi es trasllada a Madrid i el guitarrista Tacker continua desintoxicant-se.

#### Temps de reflexió

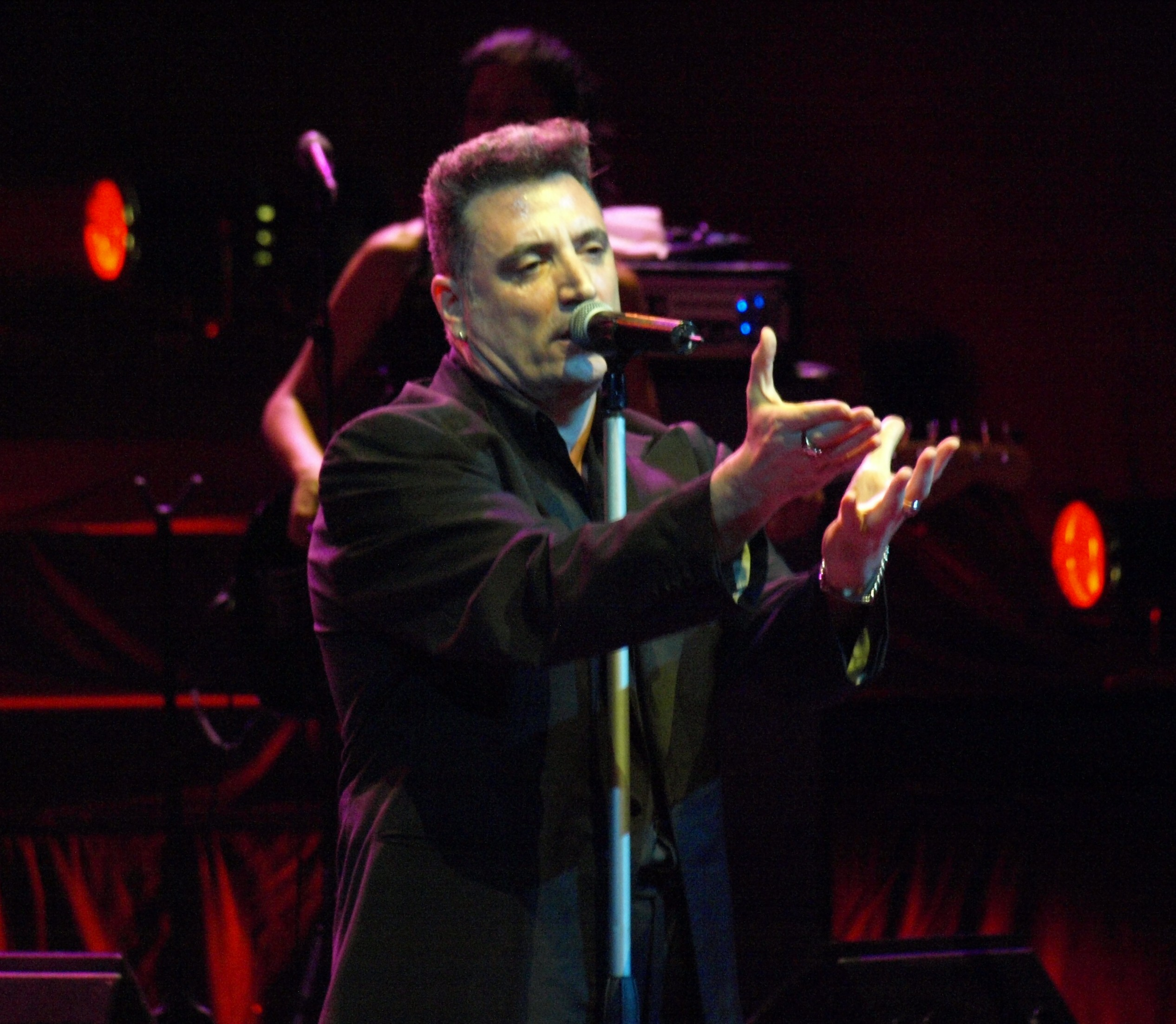
Loquillo en una actuació a L'Auditori de Barcelona, setembre de 2008

El disc aconsegueix el disc de platí i després de la gira, Loquillo es pren unes llargues vacances al País Basc.
Però una sèrie d'esdeveniments familiars converteixen aquest 1992 en un any de malson.
Al País Basc, aprofita per escriure moltes cançons i sempre amb un to nostàlgic des del seu exili particular.
Són temps de revolució i canvis. Es fa amb els drets de les seves cançons i funda la seva pròpia editorial, "El Voltor" (un homenatge particular a aquells que van tractar de treure major profit de la banda).
Loquillo i la banda graven "Mientras Respiremos", un disc de transició, amb reminiscències de country.
Durant la gira Tacker sofreix un accident que l'apartarà definitivament de la formació. El substituirà Jordi Pegenaute que ja va estar en portes de ser un Troglodita i amb la seva arribada revoluciona la banda i el seu so.
Loquillo tindrà problemes per l'enregistrament del vídeo de "Los Ojos Cendados", una crítica a les suposades tortures que es realitzen a Espanya, i que està avalat per Amnistia Internacional.
A Espanya se censura el vídeo i la pressió és tan forta que el disc desapareix de la circulació quedant-se a les portes del disc de platí.
El loco es converteix en un personatge incòmode, la seva fama d'home conflictiu augmenta, les seves declaracions pugen de to, i col·labora cada cop més amb associacions no governamentals i partits progressistes.
Un exemple és que la darrera actuació de la gira fou a la presó Model de Barcelona.
L'any acaba amb la sortida de la banda de Jordi Vila, aquest acaba ingressat igual que Tracker anteriorment en un centre de desintoxicació. Loquillo li promet que li guardarà el lloc a la formació.

## Com a Loquillo
Ha col·laborat amb Johnny Hallyday en el seu àlbum Balmoral (2008), participant en el tema Cruzando el paraíso.

## Formació actual de Loquillo
- José María Sanz Beltrán "Loquillo": veu, a Intocables de 1980 a 1981, a Trogloditas de 1983 a 2007 i com Loquillo des de 2007
- Igor Paskual: guitarra i cors, a Trogloditas de 2002 a 2007 i amb Loquillo des de 2007
- Laura Gómez-Palma: baix, amb Loquillo des de 2007
- Laurent Castagnet: bateria, a Trogloditas de 2006 a 2007 i amb Loquillo des de 2007
- Santi Comet: teclat i cors, amb Loquillo des de 2010
- Jaime Stinus: guitarra i baix, als Trogloditas de 2002 a 2007 i amb Loquillo des de 2007

## Discografia

### "Loquillo y los Intocables"
- 1981 - Los tiempos están cambiando
- 1981- Rock and Roll Star (single), Cúspide
- 1981- Esto no es Hawaii (single), Cúspide
- 1982- Autopista (single)

### "Loquillo y Trogloditas"
Discs d'estudi i directes:
- 1983- El ritmo del garaje, Tres Cipreses
- 1984- ¿Dónde estabas tú en el 77?, DRO/Tres Cipreses
- 1985- La mafia del baile, Hispavox
- 1987- Mis problemas con las mujeres, Hispavox
- 1988- Morir en Primavera, Hispavox
- 1989- ¡A por ellos...! que son pocos y cobardes (doble directe), Hispavox
- 1991- Hombres, Hispavox
- 1993- Mientras respiremos, Hispavox
- 1996- Tiempos asesinos, Hispavox
- 1997- Compañeros de viaje (doble directe), EMI-Hispavox
- 2000- Cuero español, EMI-Odeón
- 2001- Feo, fuerte y formal, Konga Music/Blanco y Negro
- 2004- Arte y ensayo, DRO East West
- 2006- Hermanos de Sangre (doble directe + DVD), DRO Atlantic

Reedicions:
- 2001- El ritmo del garage (remasteritzat amb disc-llibre), DRO East West/3 Cipreses
- 2005- ¡A por ellos...! que son pocos y cobardes (remasteritzat + DVD), EMI-Hispavox
- 2007- Compañeros de viaje (remasteritzat + DVD), EMI-Hispavox

Recopilatoris:
- 1987- Loquillo & Sabino 1981-1984 (recopilatori), DRO/Tres Cipreses
- 1993- Héroes de los 80 (recopilatori), DRO
- 1997- Simplemente lo mejor (recopilatori), Hispavox
- 1998- 1978-1998 (recopilatorio), Hispavox
- 2002- Historia de una actitud * 25 años de Rock & Roll* (recopilatori + DVD), EMI-Hispavox
- 2007- The Platinum Collection (recopilatori), EMI-ODEON
- 2010- Loquillo Rpck & Roll star 30 años /1980-2010

## Discografia Loquillo
Amb Gabriel Sopeña:
- 1994 - La vida por delante, EMI-Hispavox
- 1998 - Con elegancia, PICAP
- 2005 - Mujeres en pie de guerra (banda sonora original del documental homònim), DRO Atlantic

En solitari:
- 1999 - Nueve tragos, Zanfonia
- 2008 - Balmoral
- 2009 - Balmoral (Edició especial Radio3)

Altres:
- 1981 - Loquillo y sus amigos (Los tiempos están cambiando), Cuspide - Reedita Hispavox
- 2000 - Loquras (rareses), EMI-Hispavox
- 2007 - Nueve tragos (reedició remasteritzada), DRO Atlantic
- 2009 - Rock & Roll Star. 30 años / 1980-2010, DRO Atlantic